# Wojciech Brzeziński (archeolog)
Wojciech Brzeziński (ur. 1 września 1955 w Warszawie) – polski archeolog i muzealnik. Od 2001 dyrektor Muzeum Archeologicznego w Warszawie.

## Życiorys
Absolwent archeologii. Specjalizuje się w archeologii Polski, okres wpływów rzymskich i wczesnego średniowiecza. Jest członkiem Stowarzyszenia Naukowego Archeologów Polskich i był członkiem Komitetu Nauk Pra- i Protohistorycznych PAN.

## Odznaczenia
- Węgierski Krzyż Kawalerski Orderu Zasługi[5] (2012)
- Srebrny Medal „Zasłużony Kulturze Gloria Artis” (2013)[6]